# Полеин
Полеин (итал. Pollein) је насеље у Италији у округу Долина Аосте, региону Долина Аосте.
Према процени из 2011. у насељу је живело 1167 становника. Насеље се налази на надморској висини од 589 м.

## Становништво
Према резултатима пописа становништва 2011. у општини је живело 1.531 становника.
| 1931. | 1936. | 1951. | 1961. | 1971. | 1981. | 1991. | 2001. | 2011. |
| ----- | ----- | ----- | ----- | ----- | ----- | ----- | ----- | ----- |
| 518   | 599   | 633   | 547   | 634   | 852   | 1.085 | 1.397 | 1.531 |